# Emblyna mitis
Emblyna mitis är en spindelart som först beskrevs av Tord Tamerlan Teodor Thorell 1875.  Emblyna mitis ingår i släktet Emblyna och familjen kardarspindlar. Inga underarter finns listade i Catalogue of Life.